# Achias steyskali
Achias steyskali är en tvåvingeart som beskrevs av Mcalpine 1994. Achias steyskali ingår i släktet Achias och familjen bredmunsflugor. Inga underarter finns listade i Catalogue of Life.